# 李维清
李维清（2000年4月10日—），中国湖南省长沙市人，围棋职业九段棋手。他5岁学棋，2013年定段，2017年5月升为五段，2018年9月升为六段，2019年5月升为七段，2019年12月升为八段。2021年9月11日成为湖南围棋继罗洗河和陶欣然后第三位九段棋手，中国第51位九段棋手。

## 国内比赛成绩
2017年至2019年代表上海建桥学院队参加围甲联赛。

## 国际比赛成绩
2014年，进入第19届LG杯本赛，本赛首轮负于朴廷桓。
2015年，李维清以七战全胜的成绩获得第32届世界青少年围棋锦标赛青年组冠军。
2021年，在第23届农心杯中作为先锋首次出战，先胜元晟溱后负于许家元，总计1胜1负。